# Аппассионата (фильм, 1963)
«Аппассиона́та» — короткометражный художественный фильм режиссёра Юрия Вышинского, продолжающий традиции советской киноленинианы.

## Сюжет
Москва, конец 1920 года. Ленин, недавно оправившийся после ранения, приехал навестить Горького. Они расположились в кабинете писателя. Ленин рассказывает о своей встрече с Гербертом Уэллсом и не может скрыть досады от того недоверия, с каким смотрит уважаемый им большой художник на будущее России.
Горький, знавший о любви Ленина к музыке, попросил прийти этим вечером своего знакомого пианиста Исая Добровейна. Маэстро играет произведения Шопена и под конец исполняет Бетховена. Поблагодарив музыканта за прекрасное исполнение, Ленин произносит свой знаменитый монолог о том, что он не знает ничего лучше «Аппассионаты» — произведения, которое при всём творящемся зле заставляет его быть добрым к людям.

## В ролях
- Борис Смирнов — Владимир Ильич Ленин
- Владимир Емельянов — Максим Горький
- Дарья Пешкова — Екатерина Павловна Пешкова
- Рудольф Керер — Исай Александрович Добровейн
- Марк Бернес — Гиль, шофёр Ленина
- Таня Новичкова — Танюша, девочка из Сормова
  - Фортепианные произведения Бетховена и Шопена исполняет Рудольф Керер

## Съёмочная группа
- Авторы сценария: Юрий Вышинский, Михаил Анчаров, Д. А. Афиногенова (жена Анчарова, дочь драматурга Афиногенова)
- Сценарий был написан по рассказу А. Б. Вербицкого «Концерт»[1]
- Режиссёр-постановщик: Юрий Вышинский
- Главный оператор: Владимир Яковлев
- Оператор: Т. Гришин
- Художник-постановщик: Иосиф Шпинель
- Грим: А. Анджан, Ю. Емельянов
- Монтажёр: К. Алеева
- Звукооператор: В. Лещёв
- Редактор: Н. Ушакова
- Оператор комбинированных съёмок: Николай Ренков
- Художник комбинированных съёмок: Ф. Красный
- Директор: Н. Урвачёва

## Награды
- 1963 — Второй приз в разделе драматических фильмов Международного телефестиваля в Александрии.